# 博達科技掏空案
博達科技股份有限公司（英語：Procomp Informatics, Ltd.）是一間台灣科技公司，由葉素菲1991年創立。2004年6月15日，在新台幣29.8億元公司債違約後，被發現長期從事會計舞弊。

## 背景
1991年2月25日，葉素菲籌措新台幣五百萬元之資本額成立「博達科技」，初期員工僅4人，主要從事電腦週邊產品之進出口貿易與開發SCSI介面控制卡，並以自有品牌「PROCOMP」行銷。
1997年，博達科技獲財政部證券暨期貨管理委員會（證期會）通過股票公開發行，並宣佈開發出台灣第一片砷化鎵微波元件外延片。
1999年12月18日，博達在台灣證券交易所股票上市，上市價每股新台幣85.5元。
2000年4月，博達股價飆漲至新台幣368元，公司市值隨之增長成新台幣二百五十億元，登上「股王」寶座；葉素菲也因新台幣四十一億元的身價登上《商業周刊》第673期的「百大科技富豪」第40名。
2002年，博達宣稱成功開發出雷射二極體磊晶片，宣稱獲得日本DVD讀取頭大廠訂單。

## 投資騙局
由於博達有著輝煌的經歷，在台灣的電子業在世界逐漸發光發熱時，有在SCSI零件持續出貨的博達絕對是「看起來有在做事的正派公司」，因為：「博達擁有獨步全球的砷化鎵生產技術，還是榮獲國家磐石獎的國家級優良企業，手上還有滿到三年都做不完的訂單，而且公司一直都有在出貨，各大企業也一直在入股，怎麼可能是假的？」
但是，這一切的確都是假的。縱使博達的確曾榮獲國家磐石獎，各大企業也的確一直在入股，但是這些全是建立在虛假財報上的假象。砷化鎵磊晶片要能使用在國防器材上，其生產難度連美國國防部都尚未研發成功，「以博達所宣稱的產能，台灣將會變成世界一等一的軍事零件重鎮」。
因此，葉素菲製造出一個台灣上市公司史上最大宗、最敢講、最無視監督機制的投資騙局。
葉素菲的話術邏輯如下：
1. 博達榮獲國家磐石獎，是世界上生產砷化鎵磊晶片最為頂尖的招牌。
2. 博達的訂單，已經接到連做三年都做不完。
3. 光是以博達的既有產能，博達一直都在賺錢，所以前景當然沒問題。
4. 為了增加產能、賺更多的錢，博達需要增資擴廠。

以上四個要素，無論哪一個都能造成博達是值得投資的理由，更何況是其環環相扣所造出的邏輯遠景。
然而，博達雖然能生產砷化鎵磊晶片，但生產成本過高，其實並沒有市場競爭力。但平均生產成本根本不屬會計帳目的管轄，而且製程是商業機密；所以有人說有世界上最有競爭力的產能與成本，外界根本沒人能提出反證否認。葉素菲宣稱訂單已經接到三年不停工都做不完，主要的用意是為了防止如果真有客戶找上門來訂購做越多賠越多的砷化鎵磊晶片，博達可以以「產能已滿」為由退單；既然訂單三年都做不完，那麼擴產與獲利自然不在話下。
因會計帳目裡，並不會列載進些什麼料，出什麼貨給什麼對象。會計帳目只列載花了多少錢在什麼地方，從哪賺了多少錢，結算下來是賺或賠多少而已。因此從2000年開始，博達開始「左手賣給右手」（自家人賣貨給自家人）偽造虛增應收帳款，「對國內銷貨對象為泉盈公司、凌創公司、學鋒公司，海外銷貨對象則全為虛構的紙上公司：EMPEROR 公司、FARSTREAM 公司、FANSSON 公司、KINGDOM 公司、MARSMAN 公司、DVD 公司、DYNAMIC 公司、LANDWORLD 而連續虛增博達公司之應收帳款達16,130,817, 601 元......」，公司完全沒有營業收益，日常開銷全由公司向市場拋售股票及不斷募資舉債來補足龐大的資金缺口。

## 案發
既然博達科技日常開銷全由公司向市場拋售股票及不斷募資來籌措，那麼絕對會有入不敷出的一天。依葉素菲所言，他是遭到出貨廠商惡意詐欺，因此造成出貨款項無法回收而造成資金問題。她本人是絕對有誠意解決問題以示對股東們的負責，不然若早是預謀斂財的話，她大可早一步捲款避居海外躲避刑責。然而一般認為，葉素菲沒有出逃，是因為當時其夫林華德仍在國票金控擔任董事長，為了避免連累影響其職業聲譽而留下。
- 2004年6月15日，博達無預警宣告，因無法償還本月17日到期之公司債新台幣29.8億元，決定向士林地方法院聲請重整。
- 2004年6月17日，台灣證券交易所將博達股票列為全額交割股。
- 2004年6月23日，博達股票被停止交易。

## 偵查及審判
- 2004年6月25日，葉素菲因《中華民國刑法》詐欺罪、背信罪被移送士林地檢署，隔日收押。
- 2005年5月18日，士林地方法院裁定葉素菲得以新台幣八千萬元交保。然而因籌措無門，葉素菲直至5月20日才籌足新台幣8,000萬得以交保(自遭檢方聲押獲准至起訴，歷時四個月；再經士林地方法院接押三個月、延押兩次，葉素菲共被檢審羈押近十一個月)。而因為《公司法》第30條規定，犯詐欺、侵占、背信罪，被判刑1年以上定讞的公司經理人才必須解職；所以8月15日，葉素菲回到博達擔任董事長。[2][3][4]
- 2009年2月25日，台灣高等法院二審判決葉素菲有期徒刑14年，全案仍可上訴。[1][5]
- 2009年11月19日，中華民國最高法院駁回上訴，判決葉素菲有期徒刑14年、併科罰金新台幣1億8000萬元定讞。
- 2009年12月7日，葉素菲因涉嫌掏空尚達公司新台幣六億元，到台灣高等法院受審。
- 2009年12月8日，葉素菲入法務部矯正署桃園女子監獄服刑[6]。2015年，因在桃園女子監獄服刑期間表現良好，葉素菲轉到法務部矯正署臺中女子監獄附設外役分監服勞務役折抵罰金，平均服刑一年可抵免新台幣6千萬元。
- 2017年7月，葉素菲首度申請假釋，初審通過，複審被駁回。[7][8][9]
- 2021年1月10日，葉素菲勞務役期滿，假釋離開法務部矯正署臺中女子監獄。